# خودل
خودل (به لهستانی:  Chodel) یک روستا در لهستان است که در گمینا خودل واقع شده‌است. خودل ۱٬۴۰۰ نفر جمعیت دارد و ۱۶۳ متر بالاتر از سطح دریا واقع شده‌است.